# ФК Залаегерсег
ФК Залаегерсег (мађ. Zalaegerszegi Torna Egylet Futball Club), такође познат по именима ФК Залаегерсег Дожа (Zalaegerszegi Dózsa) и Залаегерсег ТЕФЦ (Zalaegerszeg TE FC), је Мађарски фудбалски клуб. Налази се Залаегерсегу. Боје клуба су плаво-беле.

## Историја клуба
Први подаци о Фудбалу у Залаегерсегу се протежу до 1912. године у време Аустроугарске монархије. Први меч је одигран против тима из Вашвара где је тим из Залаегерсега изгубило са 4:2. Првобитно тим је био састављен од чланова литерарне секције залаегерског друштва. Фудбалска секција се развила под вођством Јожефа Вадаса, али због избијања Првог светског рата било какав напредакје заустављен. После рата, 1920. године и званично је основан ФК Залаегерсег (Gymanistics Club of Zalaegerszeg). Своју прву званичну утакмицу су одиграли 21. августа 1920. године против ФК Сомбатхеља и изгубили са 2_1. Утакмица је одиграна пред присуством од 2.000 гледалаца.
УТЕ је своје лигашко такмичење започео 1924. године, када се придружио Мађарској другој лиги. После десет година такмичења у другој лиги 1934. године клуб је освојио прво место и пласирао се у прву лигу. Почетак Другог светског рата и владавина Хортијевог режима је донео привремено гашење клуба. После рата 1957. године клуб се поново формирао.
Од тада па до деведесетих година ЗТЕ није играо неку значајну улогу у Мађарском фудбалу. Своје позиције у првој лиги ЗТЕ је учврстио 1994. године. Свој први велики успех ЗТЕ је остварио у сезони 2001/02 освојивши титулу првака испред великог Ференцвароша. Следећих сезона је освајао редом девето, шесто и једанаесто место у лиги.
Током учествовања у УЕФА Лига шампиона 2002/03, ЗТЕ је победио хрватског шампиона НК Загреб, затим је играо против ФК Манчестер јунајтеда. У првој утакмици је победио Манчестер са 1:0, али тај успех је био кратког даха пошто је Манчестер у узвратној утакмици победио са 5:0 и избацио ЗТЕ уз даљњег такмичења.

## Име клуба
- 1920 : ТЕ Залаегерсег, оснивачко име (Zalaegerszegi TE)
- 1939-1957 : клуб није функционисао
- 1957 : Залаегерсег Дожа, ујединили се Залаегерсег Дожа и Залаегерсег Петефи
- 1957 : ТЕ Залаегерсег, ујединили се Залаегерсег Петефи и Залаегерсег Конфекција
- 1978 : Уједињење са Залаегерсег Грађевинаром (Zalaegerszeg Építőkkel)
- 1996 : ФК Залаегерсег ТЕ (Zalaegerszeg TE FC)

## Учествовање у првој лиги Мађарске
| Сезона  | Позиција | Број утакмица | Победа | Нерешено | изгубљено | Гол-разлика | Број бодова |
| ------- | -------- | ------------- | ------ | -------- | --------- | ----------- | ----------- |
| 1972/73 | 6.       | 30            | 13     | 7        | 10        | +5          | 33          |
| 1973/74 | 12.      | 30            | 10     | 4        | 16        | -16         | 24          |
| 1974/75 | 7.       | 28            | 11     | 5        | 12        | -3          | 27          |
| 1975/76 | 10.      | 30            | 9      | 9        | 12        | -2          | 27          |
| 1976/77 | 11.      | 34            | 12     | 7        | 15        | 0           | 31          |
| 1977/78 | 12.      | 34            | 9      | 11       | 14        | -24         | 29          |
| 1978/79 | 10.      | 34            | 10     | 12       | 12        | 0           | 32          |
| 1979/80 | 9.       | 34            | 11     | 12       | 11        | -4          | 34          |
| 1980/81 | 13.      | 34            | 10     | 7        | 17        | -18         | 27          |
| 1981/82 | 13.      | 34            | 9      | 14       | 11        | -14         | 32          |
| 1982/83 | 11.      | 30            | 8      | 10       | 12        | -9          | 26          |
| 1983/84 | 7.       | 30            | 11     | 8        | 11        | +1          | 30          |
| 1984/85 | 4.       | 30            | 13     | 8        | 9         | +7          | 34          |
| 1985/86 | 4.       | 30            | 12     | 12       | 6         | +14         | 36          |
| 1986/87 | 11.      | 30            | 9      | 11       | 10        | -1          | 29          |
| 1987/88 | 14.      | 30            | 7      | 11       | 12        | -6          | 25          |
| 1988/89 | 15.      | 30            | 7      | 9        | 14        | -7          | 34          |
| 1991/92 | 16.      | 30            | 3      | 7        | 20        | -40         | 13          |
| 1994/95 | 8.       | 30            | 12     | 6        | 12        | -7          | 42          |
| 1995/96 | 10.      | 30            | 8      | 10       | 12        | -6          | 34          |
| 1996/97 | 13.      | 34            | 11     | 7        | 16        | -17         | 40          |
| 1997/98 | 7.       | 34            | 15     | 5        | 14        | +16         | 50          |
| 1998/99 | 6.       | 34            | 15     | 8        | 11        | +6          | 53          |
| 1999/00 | 11.      | 32            | 8      | 15       | 9         | +3          | 39          |
| 2000/01 | 10.      | 36            | 10     | 14       | 12        | -13         | 41          |
| 2001/02 | 1.       | 38            | 21     | 8        | 9         | +19         | 71          |
| 2002/03 | 7.       | 32            | 15     | 8        | 9         | +13         | 53          |
| 2003/04 | 9.       | 32            | 11     | 6        | 15        | -2          | 39          |
| 2004/05 | 6.       | 30            | 13     | 5        | 12        | +3          | 44          |
| 2005/06 | 11.      | 30            | 9      | 8        | 13        | -5          | 35          |
| 2006/07 | 3.       | 30            | 17     | 4        | 9         | +16         | 55          |
| 2007/08 | 7.       | 30            | 13     | 7        | 10        | +16         | 46          |

### Најбољи стрелци
Три играча ЗТЕа су освајали титуле најбољег стрелца Мађарске прве лиге:
- 1994/95, Шандор Прешингер 30 утакмица  21’ (голова);
- 2002/03, Кристијан Кенешеји 32 утакмице  23’ (голова);
- 2007/08, Роберт Валтнер 30 утакмица  18’ (голова);

## Трофеји
- Првенство Мађарске (1) : 2001/02.
- Куп Мађарске (1) : 2022/23.

## Европски резултати
До 14. јула, 2007:
| Такмичење          | У | УУ | ПБ | НР | ИЗ | ГД | ГП |
| ------------------ | - | -- | -- | -- | -- | -- | -- |
| УЕФА Лига шампиона | 1 | 4  | 2  | 0  | 2  | 3  | 7  |
| УЕФА Куп           | 1 | 2  | 0  | 0  | 2  | 1  | 9  |
| Интертото куп      | 1 | 2  | 0  | 0  | 2  | 0  | 5  |

У = Учествовања УУ = Укупно утакмица; ПБ = Победе; НР = Нерешено; ИЗ = Укупно пораза; ГД = Голова дато; ГП = Голова примљено;

## ФК Залаегерсег у европским куповима
| Сезона   | Такмичење     | Ранг        | Земља    | Клуб               | Резултат |
| -------- | ------------- | ----------- | -------- | ------------------ | -------- |
| 2002/03. | Лига шампиона | 2 коло кв.  | Хрватска | Загреб             | 1-0, 1-2 |
|          |               | 3. коло кв. | Мађарска | Манчестер јунајтед | 1-0, 0-5 |
| 2002/03  | УЕФА куп      | 1 коло      | Хрватска | Динамо Загреб      | 0-6, 1-3 |
| 2007     | Интертото куп | 2 коло      | Русија   | Рубин Казан        | 0-3, 0-2 |